# Stathmopoda trichopeda
Stathmopoda trichopeda is een vlinder uit de familie Stathmopodidae. De wetenschappelijke naam van de soort is voor het eerst geldig gepubliceerd in 1904 door Lower.